# Hydrillodes funestalis
Hydrillodes funestalis là một loài bướm đêm trong họ Noctuidae.